# صدرالدین مهوان
صدرالدین مهوان (زادهٔ ۱۳۲۴ – درگذشتهٔ مرداد ۱۳۶۵)، موسیقی‌دان، آهنگساز و نوازنده ویلون اهل ایران بود. وی با نام هنری مهوان شناخته می‌شود.

## زندگی

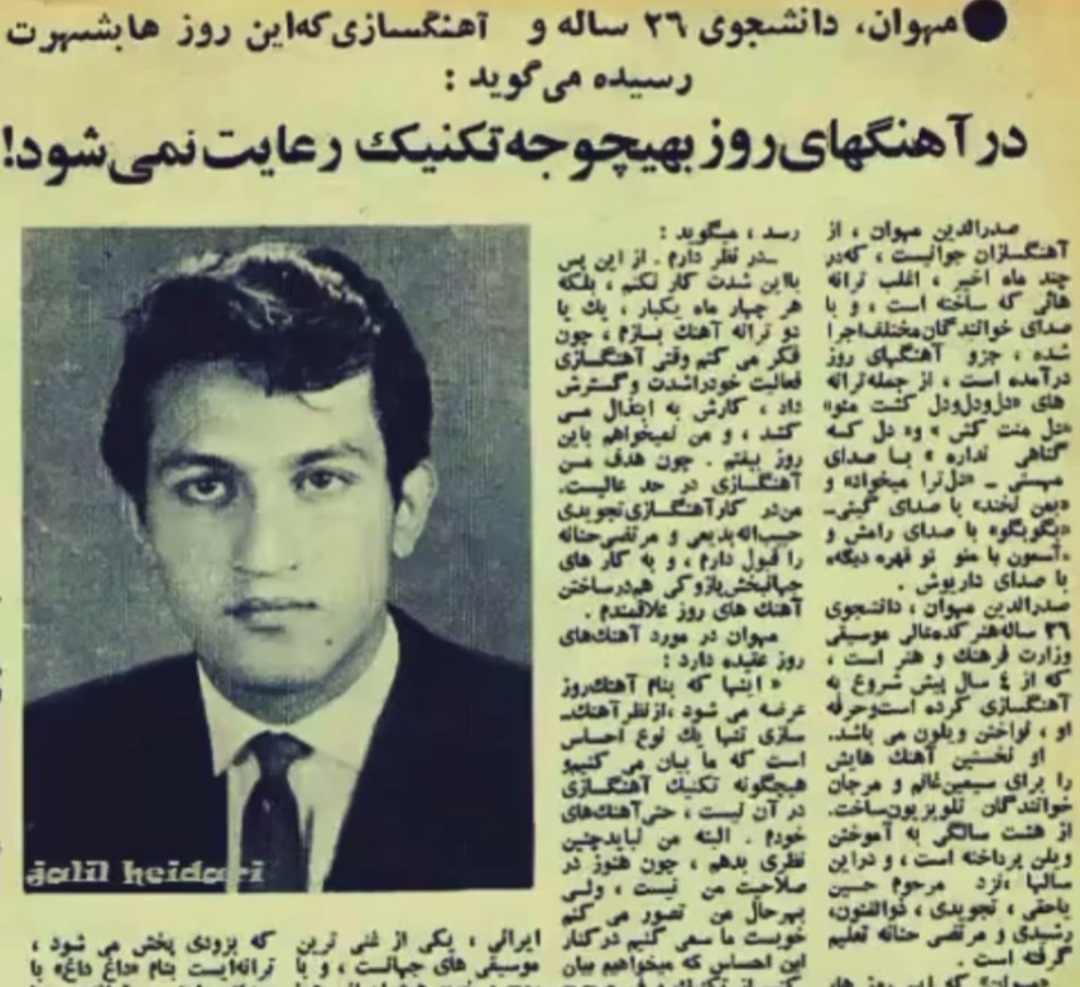
تصویر صدرالدین مهوان در یکی از نشریه‌های پیش از انقلاب

مهوان به سال ۱۳۲۴ خورشیدی در تهران متولد شد، تحصیلات ابتدائی را در مدرسه نادر افشار و تحصیلات متوسطه را در دبیرستان جم قلهک به پایان برد. وی از سن هفت سالگی علاقه فراوانی به موسیقی سنتی ایران پیدا کرد و همین علاقه بیش از حد موجب گشت تا وی ویولنی خریداری کرد و نزد خود با گوش دادن به رادیو و صفحات مختلف موسیقی به‌طور سینه به سینه نواختن ویولن را آغاز کرد. عشق و شوق به موسیقی وی را چنان مجذوب کرده بود که او هر روز چندین ساعت متوالی ساز می‌زد و به تمرینات خود ادامه می‌داد و همهٔ فکر و سعی‌اش بر این بود که هرچه زودتر پله‌های ترقی را یکی پس از دیگری پیموده و در موسیقی به درجات والا برسد. او برای رسیدن به این منظور می‌بایست راه دیگری را انتخاب و طی می‌کرد که این کار را هم کرد، لذا نزد استاد فقید حسین یاحقی رفت و افتخار شاگردی این استاد را به دست آورد و پس از چند سال که نزد آن استاد فقید کار کرد، نزد استادان صاحب‌نام دیگری مثل: مرتضی حنانه، محمود کریمی، فرهاد فخرالدینی به فراگیری فنون تئوری موسیقی پرداخت و در سال ۱۳۴۸ از هنرکده عالی موسیقی به اخذ لیسانس نائل آمد. پس از چندی به رادیو جهت همکاری دعوت شد و ضمن نوازندگی در ارکسترهای مختلف، به کار آهنگسازی نیز روی آورد و آهنگ‌های زیبایی برای خوانندگان رادیو ساخت که بیشتر اشعار آن را شعرایی مثل احمد شاملو، میرفخرائی و غیره سروده‌اند. چند اثر زیبای وی توسط ارکستر مجلسی لندن در انگلستان تاکنون چند بار اجرا و پخش گردیده‌است که همین آثار اغلب از صدا و سیما جمهوری اسلامی نیز پخش شده‌است. صدرالدین مهوان، علاوه بر نواختن ویولن، با نوازندگی پیانو، سنتور و سه‌تار به‌خوبی آشنایی داشت و آنها را در حد شیرینی می‌نواخت. وی شاگردان خوبی را در رشته موسیقی به‌خصوص ویولن تعلیم داد و تربیت کرد که از محبوبیت خاصی بین شاگردان خویش برخوردار بود. وی پس از پیروزی انقلاب اسلامی آهنگ زیبایی به نام «اقصی ای قبله اول» ساخت که با صدای مهرداد کاظمی ضبط و پخش گردید. صدرالدین مهوان از هنرمندان خوب و بااستعدادی بود که از صدایی زیبا نیز بهره‌ور بود که که اکثر آهنگ‌های خود را با صدای خویش بر روی کاست ضبط نموده‌است.

## آهنگسازی
آثار صدرالدین مهوان دربرگیرنده ترانه‌هایی است که با صدای خوانندگان ایرانی در سالهای پیش از انقلاب اسلامی در ایران به ویژه با صدای حمیرا، داریوش، خوانده شده‌است؛ از آن جمله:
- «آسمون با من و تو قهره دیگه» ترانه‌سرا: تورج نگهبان، خواننده: داریوش،[۳] مهستی[۴]
- «شب اومد» ترانه‌سرا: مسعود هوشمند، خواننده: داریوش[۳]
- «رسوایی (مگه نه)» ترانه‌سرا: تورج نگهبان، خواننده: مهستی[۴]
- «دریا» ترانه‌سرا: محمدعلی بهمنی، خواننده: مهستی[۴]
- «دل منت کش» ترانه‌سرا: میر فخرایی، خواننده: مهستی[۴]
- «باختن» ترانه‌سرا: صدرالدین مهوان، خواننده: حمیرا[۵]
- «سکوت» ترانه‌سرا: صدرالدین مهوان، خواننده: حمیرا[۵]
- «لب لب من» ترانه‌سرا: صدرالدین مهوان، خواننده: رامش[۶]
- «بوسه عید» ترانه‌سرا: صدرالدین مهوان، خواننده: رامش[۶]
- «داغ داغ» ترانه‌سرا: مرجان، خواننده: رامش[۶]
- «بگو بگو» ترانه‌سرا: میر فخرایی، خواننده: رامش[۶]
- «راز» ترانه‌سرا: احمد شاملو، خواننده: بتی[۶]
- «دل تو رو می خواد» ترانه‌سرا: میر فخرایی، خواننده: گیتی[۷]
- «به من نخند» ترانه‌سرا: سعید دبیری، خواننده: گیتی[۷]
- «حیفه حرف من و دل تموم بشه» ترانه‌سرا: علیرضا قوامی، خواننده: گیتی[۷]
- «مگه نه» ترانه‌سرا: تورج نگهبان، خواننده: نسرین و سپس مهستی

## درگذشت
صدرالدین مهوان به همراه مادر و خواهران خود در مردادماه سال ۱۳۶۵ در اختیاریهٔ شمیران توسط ناپدریشان سربریده و به قتل رسیدند.